# NIRAS Arkitekter
NIRAS Arkitekter är ett svenskt arkitektkontor i Stockholm, grundat 2002 som Aperto Arkitekter. Kontoret är sedan 2017 del av den danska koncernen NIRAS.

## Verksamhet

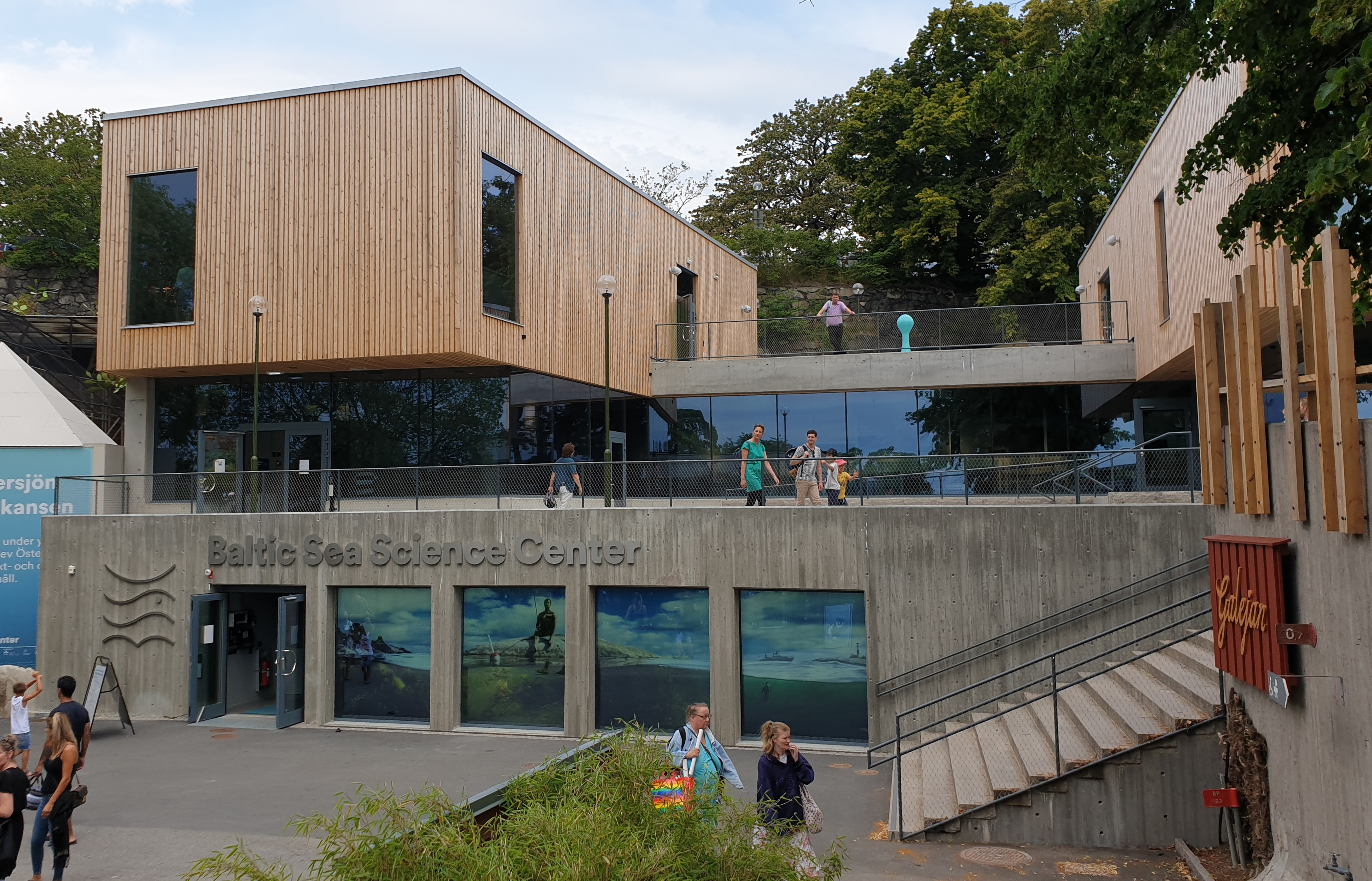
Baltic Sea Science Center på Skansen ritade NIRAS Arkitekter i samarbete med KAWA arkitektur.

NIRAS Arkitekter arbetar främst med skolmiljöer i Stockholmsområdet  och ritar även andra publika byggnader som P-huset Anna i Malmö. De är med i branschorganisationen Forum Bygga Skola och vann 2018 priset Årets Stockholmsbyggnad. Samma år var de även an av fem finalister till Plåtpriset.

## Verk i urval
- Enskedefältets skola[5], 2020, Enskede
- Sjöviksskolan, 2020, Årstaberg
- Kämpetorpskolan[6], 2020, Älvsjö
- P-huset Anna[7], 2019, Malmö
- Baltic Sea Science Center[8], 2019, Djurgården
- Långbrodalskolan[9], 2018, Älvsjö
- Ställverk och uteplats till Karolinska universitetssjukhuset, Huddinge, 2016[10]